# Adalbero z Remeše
Adalbero († 23. leden 989) byl remešský arcibiskup úřadující v letech 969 až 988.

## Život
Byl synem hraběte Gozela Bidgavského a jeho ženy Udy z Mét a bratrem Gottfrieda, hraběte verdunského. Jakožto loajální stoupenec císaře Oty I. Velikého získal roku 969 post remešského arcibiskupa a také úřad kancléře. Vytvořil ze své rezidence intelektuální a umělecké centrum. Svým scholastikem učinil Gerberta z Aurillacu, pozdějšího papeže Silvestra II.
Po smrti císaře Oty II. roku 983 se stal spojencem jeho manželky Theofano ve sporu o následnictví. Otův syn Ota byl totiž ještě nezletilý a nárok prvně na regentství a později i na vládu vznesl bavorský vévoda Jindřich Svárlivý. Adalbero získal pro Otovu věc část lotrinské šlechty a přesvědčil pařížského vévodu Huga Kapeta, aby zaměstnával krále Lothara, aby se tento nemohl aktivněji zapojit do rozepře. Odpor proti Jindřichovi byl tak silný, že se podvolil, vrátil mladého Otu své matce a zřekl se všech nároků.
V roce 979 pomazal Ludvíka V., posledního Karlovce, francouzským králem a 3. července 987 také svého spojence Huga Kapeta.